# گورستان دم دن غربی
گورستان دم دن غربی در غرب آبدانان، دامنه جنوبی محله شهید رجایی، ۵۰۰ متری محله فرهنگیان واقع شده و این اثر در تاریخ ۲۶ اسفند ۱۳۸۷ با شمارهٔ ثبت ۲۶۰۲۰ به‌عنوان یکی از آثار ملی ایران به ثبت رسیده‌است.